# Geely Boyue Cool

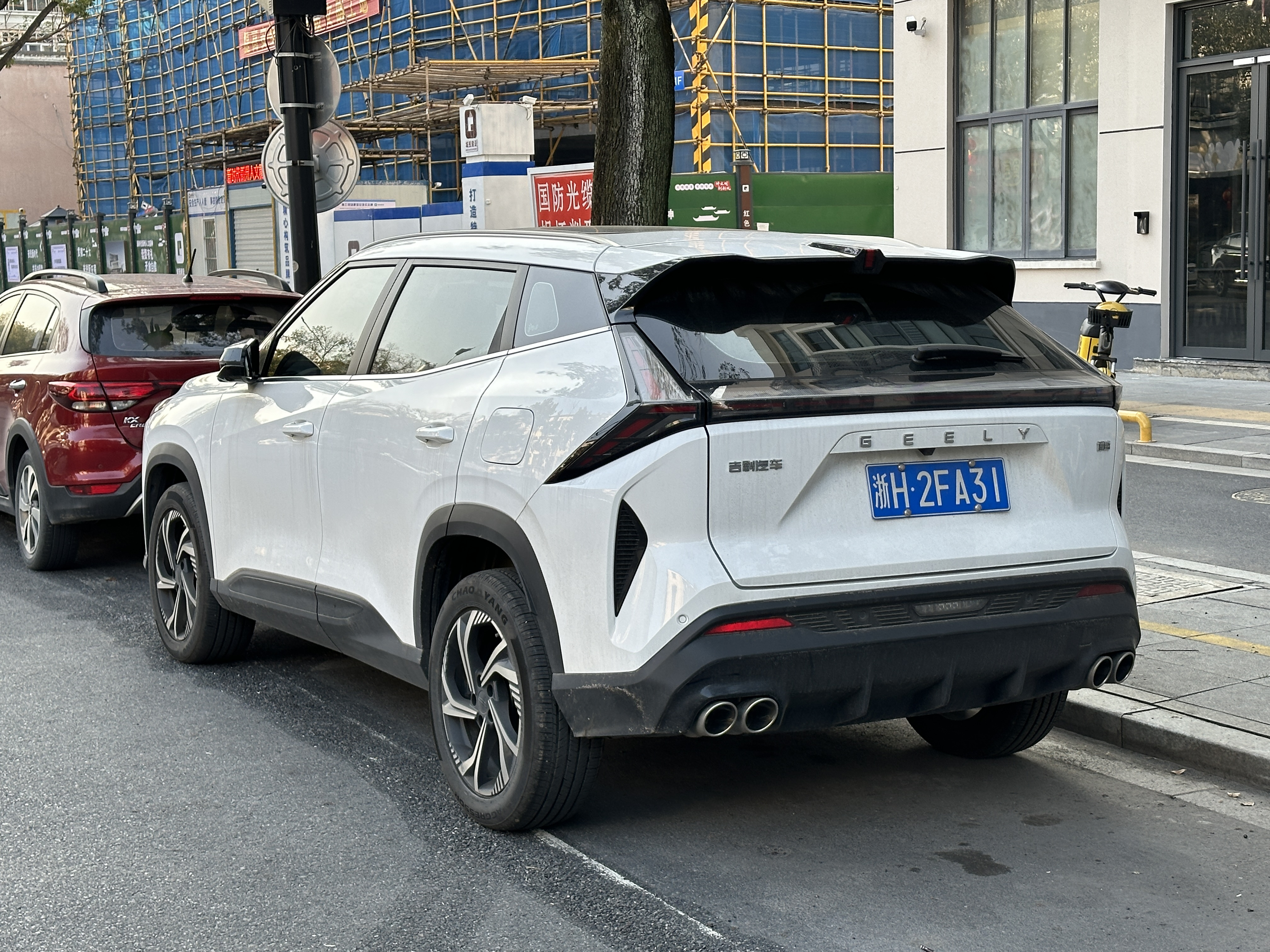
Heckansicht

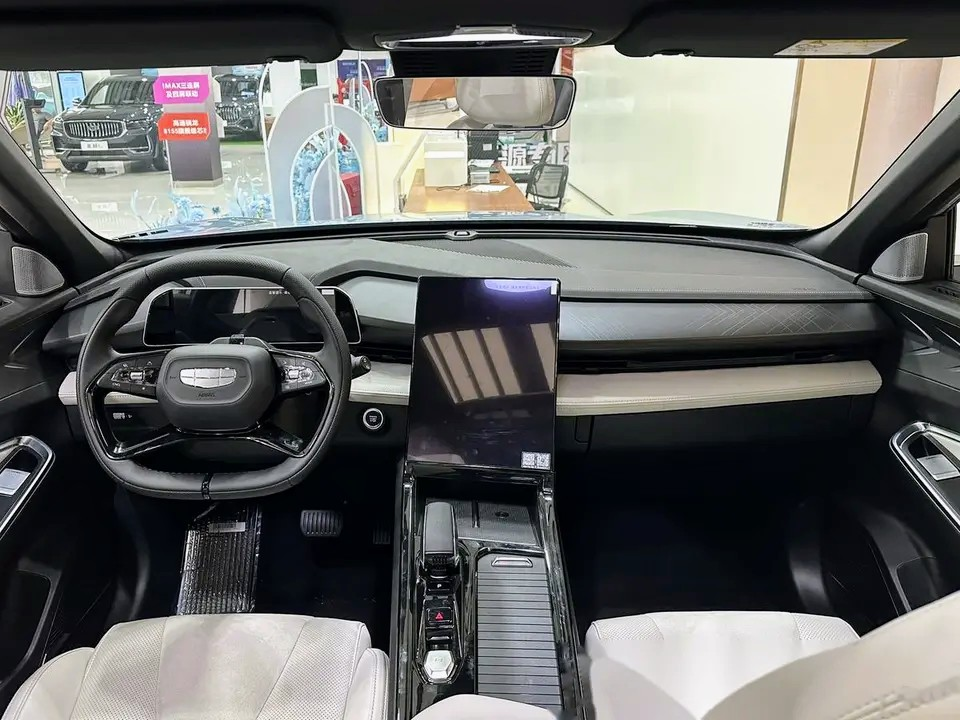
Innenansicht

Der Geely Boyue Cool ist ein Sport Utility Vehicle des chinesischen Automobilherstellers Geely.

## Geschichte
Nachdem das chinesische Ministerium für Industrie und Informationstechnik im Januar 2023 erste Informationen über die Baureihe unter dem Codenamen G426 veröffentlicht hatte, debütierte sie offiziell Ende März 2023. Der Vorverkauf des 4,51 Meter langen Fahrzeugs begann Anfang April 2023 auf dem chinesischen Heimatmarkt. Das Nachfolgemodell des Boyue erhält den Namenszusatz Cool, der sich laut Hersteller aus den englischsprachigen Begriffen „Creative“, „Opening“, „Outdare“ und „Love“ zusammensetzt. Damit sollen jüngere Autokäufer angesprochen werden. Für den russischen Markt wurde das Fahrzeug im September 2024 angekündigt. Dort wird es als Geely Cityray vermarktet.
Eine überarbeitete Version der Baureihe wurde im Juli 2025 vorgestellt. Sie kam im August 2025 in den Handel.

## Technische Daten
Angetrieben wird das SUV vom bereits aus anderen Modellen der Marke bekannten aufgeladenen 1,5-Liter-Ottomotor. Dieser leistet 133 kW (181 PS) und soll den Wagen in 7,9 Sekunden auf 100 km/h beschleunigen. Auf dem russischen Markt ist die Leistung auf 108 kW (147 PS) gedrosselt.
|                                             | 1.5 TD                           |                                  |
| Markt                                       | Russland                         | China                            |
| Bauzeitraum                                 | seit 10/2024                     | seit 04/2023                     |
| Motorkenndaten                              |                                  |                                  |
| Motortyp                                    | R4-Ottomotor                     | R4-Ottomotor                     |
| Motoraufladung                              | Turbolader                       | Turbolader                       |
| Hubraum                                     | 1499 cm³                         | 1499 cm³                         |
| max. Leistung bei min−1                     | 108 kW (147 PS) bei 5500/min     | 133 kW (181 PS) bei 5500/min     |
| max. Drehmoment bei min−1                   | 270 Nm bei 2000–3500/min         | 290 Nm bei 2000–3500/min         |
| Kraftübertragung                            |                                  |                                  |
| Antrieb, serienmäßig                        | Vorderradantrieb                 | Vorderradantrieb                 |
| Getriebe, serienmäßig                       | 7-Stufen-Doppelkupplungsgetriebe | 7-Stufen-Doppelkupplungsgetriebe |
| Messwerte                                   |                                  |                                  |
| Höchstgeschwindigkeit                       | 190 km/h                         | 198 km/h                         |
| Beschleunigung, 0–100 km/h                  | 8,9 s                            | 7,9 s                            |
| Kraftstoffverbrauch auf 100 km (kombiniert) | 6,5 l Super                      | 6,3–6,4 l Super                  |
| Tankinhalt                                  | 51 l                             | 51 l                             |
| Abgasnorm                                   | k. A.                            | China VIb                        |